# Dvärgen
Dvärgen - em português O anão -  é um romance de Pär Lagerkvist, escrito em 1944  e publicado originalmente em sueco em 1944 pela editora Bonnier.
A obra narra as vivências de um anão movido por pura maldade e sede de poder, numa corte maquiavélica da Itália da Renascença. 